# Kwara
Kwara – stan w zachodniej części Nigerii.
Kwara sąsiaduje ze stanami Oyo, Osun, Ekiti, Kogi i Niger. Jego stolicą jest Ilorin. Powstał w 1967. 
Kwara podzielona jest na 16 lokalnych obszarów administracyjnych:
| - Asa - Baruten - Edu - Ekiti - Ifelodun - Ilorin East | - Ilorin South - Ilorin West - Irepodun - Isin - Kaiama | - Moro - Offa - Oke Ero - Oyun - Pategi |